# ニューオーリンズ・マルディグラ

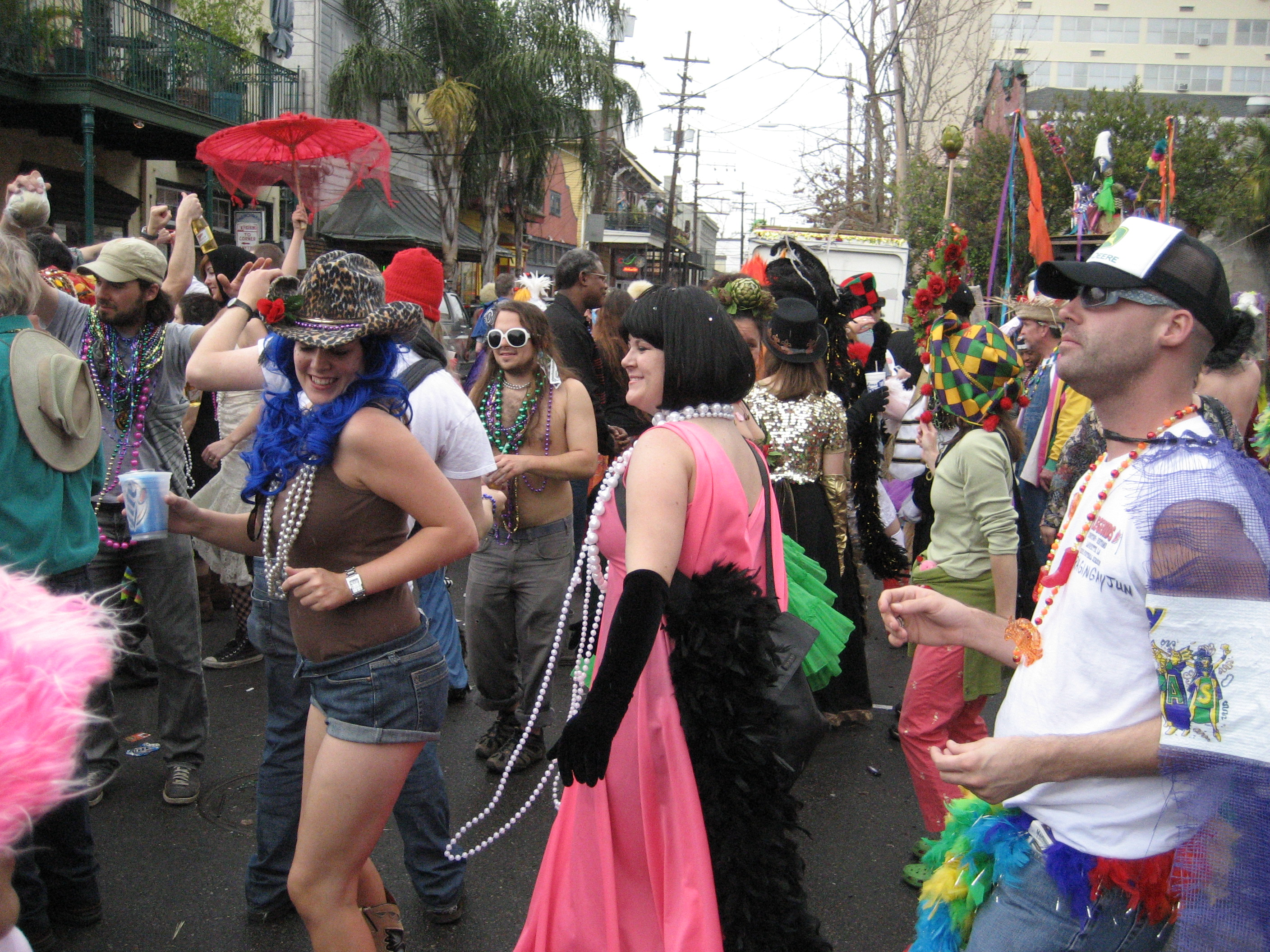
2007年のマルディグラ。フレンチマン・ストリートにて

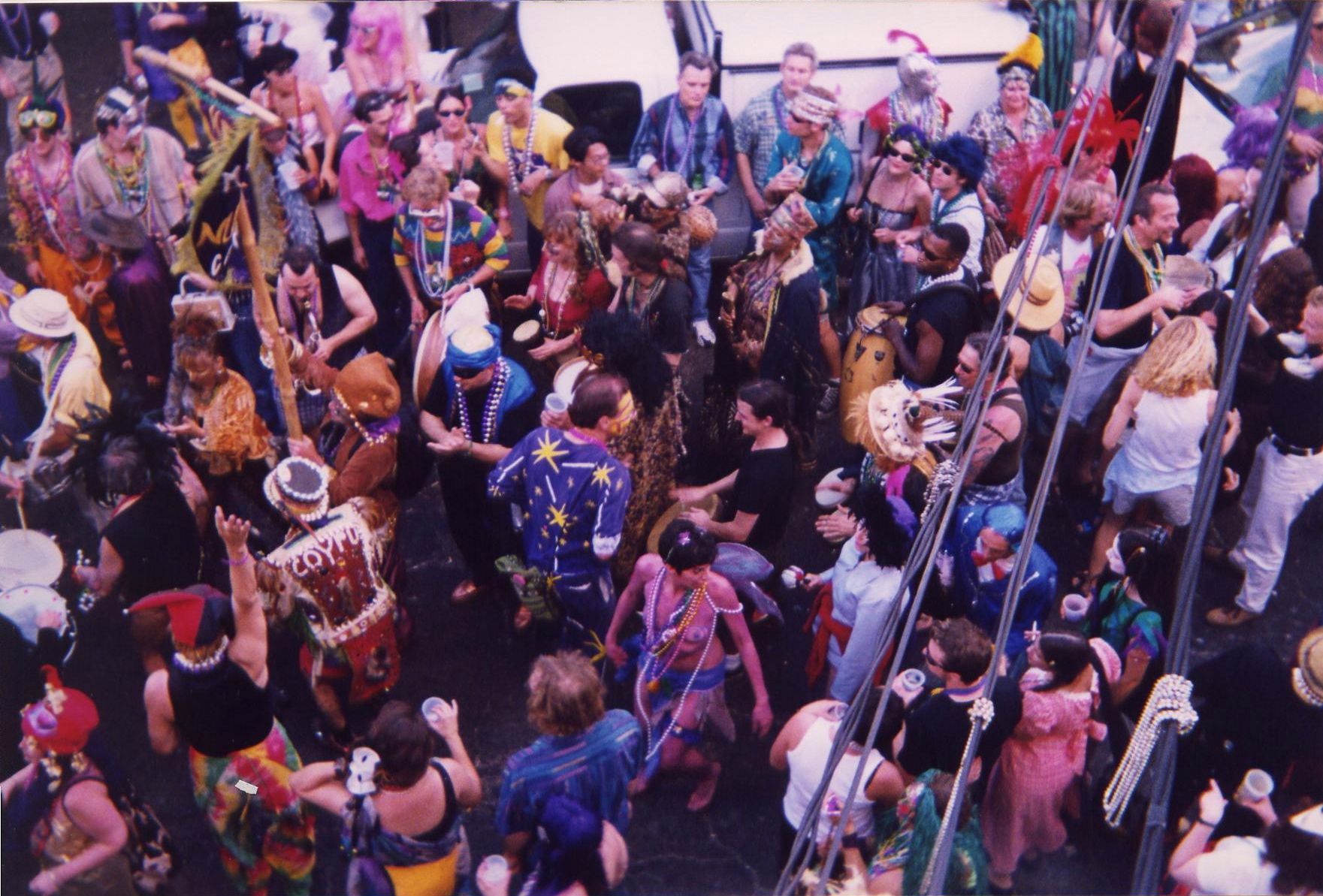
フレンチ・クォーターのバルコニーから道路を見下ろす

ニューオーリンズ・マルディグラ（英: New Orleans Mardi Gras）はルイジアナ州ニューオーリンズのマルディグラで、リオのカーニバルなどと並ぶ世界で最も有名な謝肉祭（カーニバル）のひとつ。

## 概要
ニューオーリンズ・マルディグラはカトリックの年中行事に由来する祭りである。クリスマスから数えて十二夜にあたる公現祭(1月6日) から始まり、四旬節の前日「太った火曜日」（英: Fat Tuesday 、仏: Mardi Gras マルディグラ）に終わる。四旬節に入ると食事の制限・肉食の禁止、祝宴などの快楽を自粛するため、その直前まで派手なカーニバル（謝肉祭）を行う。
マルディグラの初日からパレード、舞踏会（仮面舞踏会も含む）、キングケーキ・パーティが始まる。ニューオーリンズ人にとっての「マルディグラ」は、カーニバル期間の最終日で最も趣向を凝らす太った火曜日だけを指すが、観光客にとっての「マルディグラ」は全体のカーニバル期間を指すことが多い。そのため地元の人間の中には、混同を避けるためにカーニバルの最終日を「マルディグラ・デー」と呼ぶ者もいる。最終日はもともとフランス語で「マルディグラ」と言うため、カーニバル全体をマルディグラ、最終日のみを英語でファット・チューズデーと呼んで区別することもある。 英語の場合、その翌日の灰の水曜日と対比した呼び方になる。
期間終盤に当たる最終日「太った火曜日」までのおよそ4週間、主に週末にニューオリンズと近隣の街で1つから4つのパレードが催され、マルディグラ直前の週は水曜日から毎日有名なクルーによるパレードが開催される。カーニバルの期間中は、大小さまざまなイベントがニューオーリンズやその近郊の至るところで行われる。

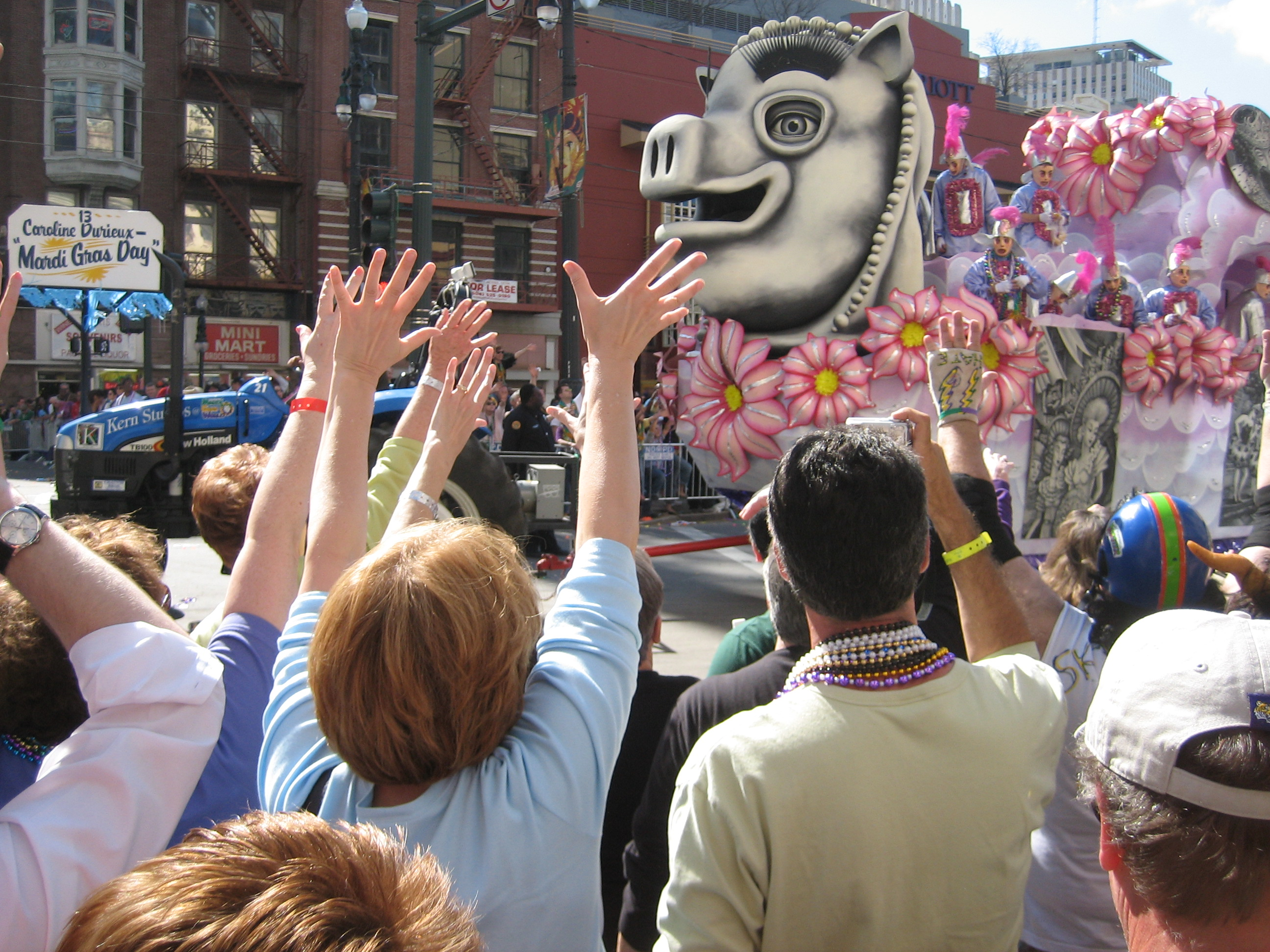
フロートから投げられるビーズを欲しがる人々

ニューオーリンズでのパレードは、カーニバルのクルー（krewe、パレードを組む団体）によって組織される。クルーのフロート（float、日本で言うところの山車）に乗る者は、プレゼントとして群衆に向かって物を投げる。安物のカラフルなビーズの首飾り、ダブルーン（doubloon、コイン。下記参照）、装飾されたプラスチックのカップや、小さくて安価なおもちゃなどが多く投げられている。大きなクルーになると、毎年同じスケジュールと道順でパレードを行う。
マルディグラの期間中は、たくさんの観光客がバーボン・ストリートとフレンチ・クオーターに集中しにぎわうのだが、実は1979年から大きなマルディグラのパレードはフレンチ・クオーターに進入していない。通りが狭く、頭上に障害物があるうえ、少なくとも一年に一度は、押し寄せる群衆のせいで誰かが大怪我をしたり、フロートにつぶされたりしていたためである。そのため大きなパレードは、アップタウンとミッドシティ地域から、フレンチ・クオーターの上流側にあるセント・チャールズ大通りとカナル・ストリートに沿ったルートを進む。

## 歴史

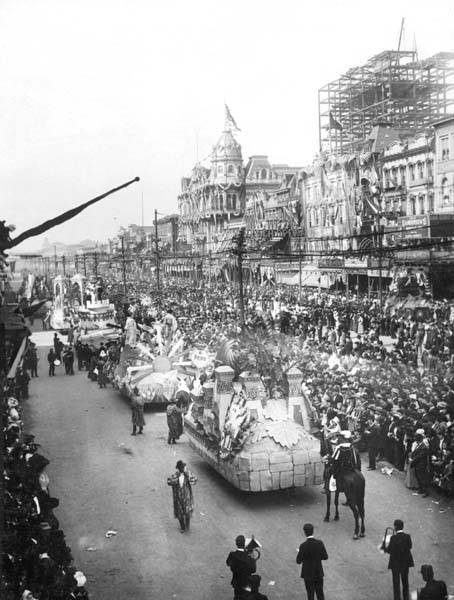
1907年。クルー・レックスによるフロート

マルディグラの慣習は、初期のフランス人植民者がフランス領ルイジアナに持ち込んだもので、最初に祝日として記録されているのは1699年である。ニューオーリンズでお祭りとしての行事が始まった日は不明だが、1743年の資料には、カーニバルの舞踏会の習慣がすでに行われていたことが記されている。マルディグラ・デーに催される路上での仮面行列は、法律によって禁止された年もあるが、禁止令がもちあがるたびに直ちに改正されたり規制が緩和されたりした。
1857年のマルディグラでは、ミスティック・クルー・オブ・コムスが最初のパレードを催した。コムスは最も古くから続いているマルディグラの団体だが、ニューオーリンズのマルディグラやそのパレードの創始者ではない。ただし、現在まで続いているいくつもの伝統は彼らが始めたもので、カーニバルに近代的なセンスを持ち込んだ最初のクルーであるともされている。
戦争とりわけ南北戦争と第二次世界大戦の間、また経済的、政治的、あるいは悪天候が理由で、部分的または全体のパレードが中止されることがあった。しかしカーニバルの祝賀儀式は常に慣行どおりに挙行されてきた。
1972年は、大きなパレードがフレンチ・クオーターの狭い通りを通った最後の年である。市政は、巨大なフロートと群衆への安全を心配して、その年を最後にクオーターでの大きなパレードを禁止した。
1979年には ニューオーリンズ警察がストライキを行い、すべての公式パレードはキャンセルされたり、ジェファーソン郡などの周辺地域に移動され、観光客は例年に比べて激減した。州兵が見守る中で、仮面とコスチュームをつけての祝祭はとにかく続けられた。州兵は人間や所有物に対する犯罪は防止したが、反道徳的な行為やドラッグの使用はまったく規制しなかった。そのためフレンチ・クオーターの ボヘミアン・コミュニティの中には、1979年のマルディグラが今までで最高だったと言う者もいる。
1991年、ニューオーリンズ市議会は、マルディグラのクルーも含めた社会活動団体は、人種・宗教・性別・性的嗜好に基づく差別を行わないことを公式に確約しなければ、パレードの許可やその他の公的な認可が得られないという条例を可決した。この条例の影響で、クルーのみならず他の私的な社会活動団体も、秘密主義の慣習を捨てて市の人事委員会にメンバーが誰であるのかを知らせなければならなくなった。それに抗議して、19世紀から続くクルーのコムスとモムスはパレードを取りやめた。プロテウスは1992年のカーニバル期間にはパレードを行ったが、その後はやはりパレードを一時中止した。しかしプロテウスのメンバーたちは最終的に市議会の決定に従うことを決め、スケジュールに復帰した。
のちに2つの連邦裁判所が、この条例はアメリカ合衆国憲法修正第1条の定める結社の自由に反し、法に従う団体のプライバシーの不当な侵害であるとの判決を下した。合衆国最高裁判所は、第5巡回区控訴裁判所の判決に対する市の上告を受理しなかった。
今日では多くのクルーがビジネス的な仕組みのもとで運営されている。つまり、フロートに乗るための料金を払えば基本的に誰でもクルーのメンバーになれる。対照的に老舗のクルーでは内輪の集まりに加わった新メンバーのデビューの場としてパレードや舞踏会を利用している。

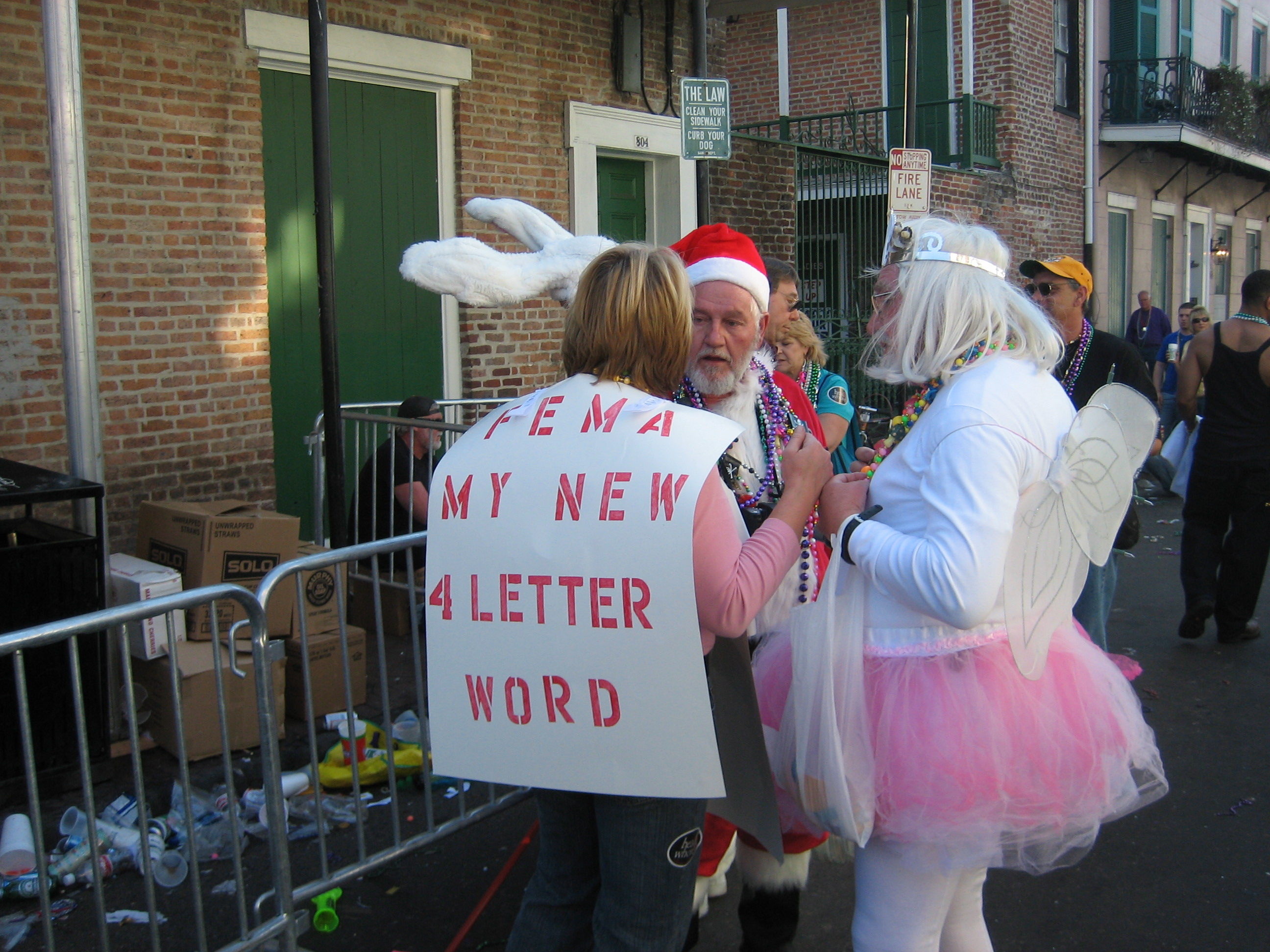
2006年のマルディグラ。FEMAをなじる参加者

2005年8月のハリケーン・カトリーナの被害に、多くの人はニューオーリンズのマルディグラの行く末を案じた。嵐のあと市の財政が基本的に破産状態に陥っていたこともあり、市当局はカーニバルの規模を大幅に縮小し、市役所の業務を減らすことを強く求めた。しかし多くのクルーは、例年通りパレードを行いたいし、行うことが可能だと言い張った。そこでクルーのリーダーと市の当局者との交渉の結果、縮小はされたものの当初の計画ほど厳しくはないスケジュールで妥協が成立した。
2006年のカーニバルでは、マルディグラの2週間前、2月11日土曜日にクルー・デュ・ヴューがマリニーからフレンチ・クオーターを通る伝統的なルートでパレードし、18日と19日の週末にいくつかのパレードが行われたあと、木曜日（23日）の夜からマルディグラ・デー（28日）までの6日間にほとんどのパレードが行われた。クルー・デュ・ヴューのパレードと、アルジェを通ったミシシッピ川西岸での2つのパレードを除くと、すべてのパレードは洪水の顕著な被害を免れた地域、すなわちアップタウンのセント・チャールズ通りからカナル・ストリートまでのルートに限定された。一部のクルーは中心街の伝統的なルートでのパレードを強硬に主張したが、その一帯は洪水の被害が深刻だったため認められなかった。パレードで路上にとどまっていられる時間や、夜のパレードの終了時刻も制限された。また、1979年以来初めて、州警察の警官や州兵が群衆のコントロールに協力した。
部分的に何週間も洪水に浸っていたフロートが多かった。修理してその痕跡を完全に取り除いたクルーもあったが、水の跡やその他の損傷をデザインに取り込んだクルーもあった。フロートの製作にたずさわり、それに乗った者のうち、嵐の余波によって顕著な被害を受けなかった者はおらず、たとえいたとしてもごく少数であった。家財道具のほとんどを失ってしまった者も多かった。しかし生きていることへの再確認の手段として、カーニバルにかける情熱は例年よりむしろ強まっていた。多くの衣装やフロートのテーマは通常より辛辣な皮肉で、破壊された街での生活の苦労や試練に言及したり、FEMA（連邦緊急事態管理庁）や州・連邦の政治家たちを物笑いの種にした。

### 伝統的な色
| 色の意味 | 色の意味    |
| -------- | ----------- |
|          | 正義 (紫色) |
|          | 信頼 (緑)   |
|          | 力 (金)     |

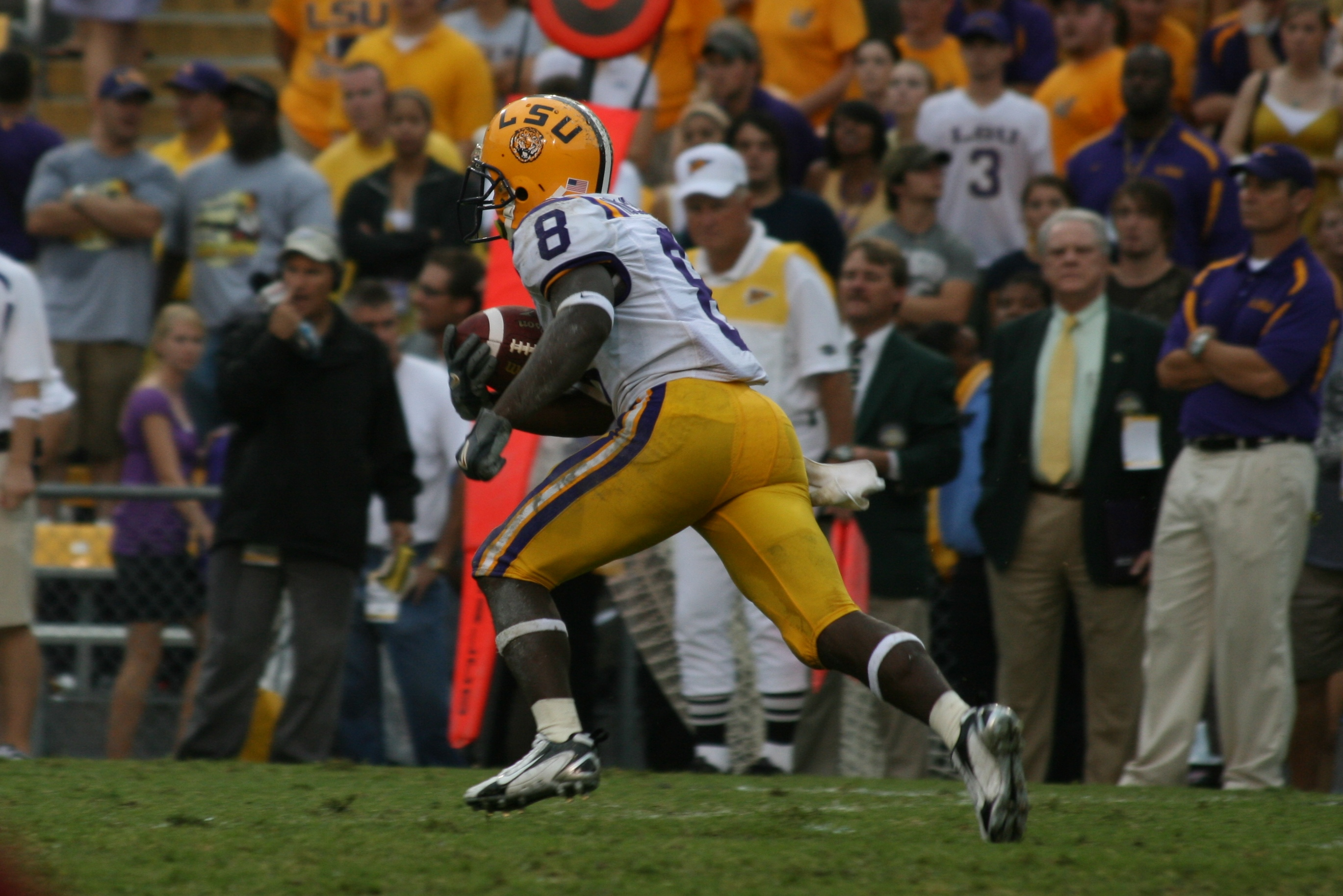
ルイジアナ州立大学のユニフォーム

マルディグラの伝統的な色は紫色と金色と緑である。1892年に「レックス・パレード」というクルーが「色のシンボル化」というテーマを掲げてこれらの色を選び、それぞれの色に意味を与えたと言われている。毎年マルディグラの前から最中にかけては、紫色と緑色と金色の布が街じゅうにあふれる。
この三色がルイジアナ州立大学のスクールカラー（紫と金）決定に影響した。言い伝えによると、バトンルージュにある州立大のファンは、チューレーン大学（スクールカラーは青と緑）と試合をするためにニューオーリンズへやって来て、街で何色の応援グッズを買おうか迷っていた。紫と緑と金が街にあふれていたため、州立大のファンは三色のうち紫と金の物だけを購入して、チューレーンのスクールカラーである緑の物は買わなかった。それがそのまま州立大のスクールカラーになったという。

## 現代のマルディグラ
毎年、マルディグラ・カーニバルの期間は、カトリックの祝日「十二夜」として知られる1月6日に始まる。カーニバルでも古いクルーのひとつ、トゥエルフス・ナイト・レベラーズは毎年、時期の到来を告げる仮面舞踏会を催す。トゥエルフス・ナイト・レベラーズのように、エルヴス・オブ・オベロンやハイ・プリースツ・オブ・ミトラスのようなカーニバルの老舗グループの多くは、仮面舞踏会は開催するがパレードは行わない。
パレードの期間はマルディグラ・デーの3週間前から、クルー・ドュ・ヴューのパレードを皮切りに始まる。マルディグラ・デーの2週前の金曜日からは、通常週末にニューオリンズ市内と近郊都市でいくつかのパレードが行われる。

### マルディグラ直前の週末
近年、この時期のニューオーリンズの人口は観光客で2倍以上になる。金曜の夜には、大きなクルー・オブ・ヘルメスと風刺の効いたクルー・デターのパレードが、バーカス・パレードとクルー・オブ・OAKのような小さい地域のパレードが同時に見られる。土曜日にはクルー・オブ・タックスなど、そして日曜日にはオケーノスとトスなどのパレードが日中に進む。夜になると、土曜日には最初の「スーパー・クルー」、エンディミオンが、日曜日には有名人が先導するバッカスのパレードが見られる。

### ルンディグラ
最終日前日となる月曜日は「太った月曜日」（Lundi Gras、 ルンディグラ）として知られている。次の日にパレードをする予定の、ズールー・ソシアル・エイド&プレジャー・クラブとクルー・オブ・レックスのそれぞれの「君主」と呼ばれるリーダー達が、カナル・ストリートの終点のミシシッピ川岸に到着する。そこで一日中パーティが催される。 アップタウンのパレードは、月曜日の夜に、クルー・オブ・プロテウス（1882年創設、現在でもパレードをしているクルーの中で2番目に古い）に続いて、音楽をテーマにした 「スーパー・クルー」 のクルー・オブ・オルフェウスによって始められる。

### マルディグラ

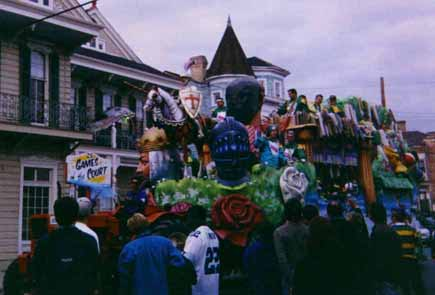
2パレードのフロート（山車）

祭りは早い時間から行われる。アップタウンでは、まずズールーのパレード、続いてレックスのパレードが、どちらもカナル・ストリートまで通る。「トラック・フロート」とともに、多くの小さなパレード団体がレックスのパレードに続く。さらに小さい多数のパレードや、フロートなしで参加するクラブも町一帯をパレードする。ジェファーソン・シティ・バザーズ、ライオンズ・クラブ、クラリネット奏者のピート・ファウンテンのクルーであるハーフ・ファスト・マーチング・クラブ、クルー・オブ・KOEのすべては、朝早くからアップタウンをスタートし、少なくともひとつのジャズ・バンドとともにフレンチ・クォーターまでパレードする。旧市街のもう一端では、ソサエティ・オブ・セント・アンが、バイウォーターからマリニーとフレンチ・クオーターまで練り歩き、カナル・ストリートでレックスと鉢会う。ペア-オ-ダイス・タンブラーズは、正午から夕暮れにかけて、マリニーとフレンチ・クオーターのバーからバーへとそぞろ歩く。さまざまなマルディグラ・インディアン（またはブラックインディアン）のグループは、アップタウンとダウンタウンの「部族」に分かれ、手作りのインディアンの衣装から派生したデザインの衣装で、各部族のビッグチーフの自宅から出発してコミュニティ内を練り歩き、アップタウンとダウンタウンそれぞれの集合地点でさまざまな部族が集合する。そこでフラッグボーイ、スパイボーイ、メディスンマン、セカンドチーフなどが他の部族と闘いの儀式を行い、最後は互いの衣装を褒め合う。

### マルディグラの終わり

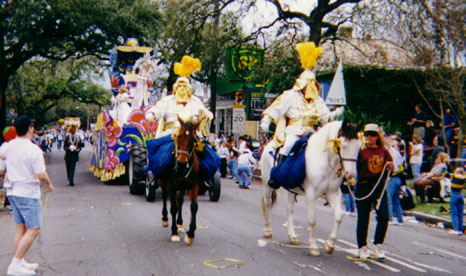
馬に乗ったクルーのリーダー

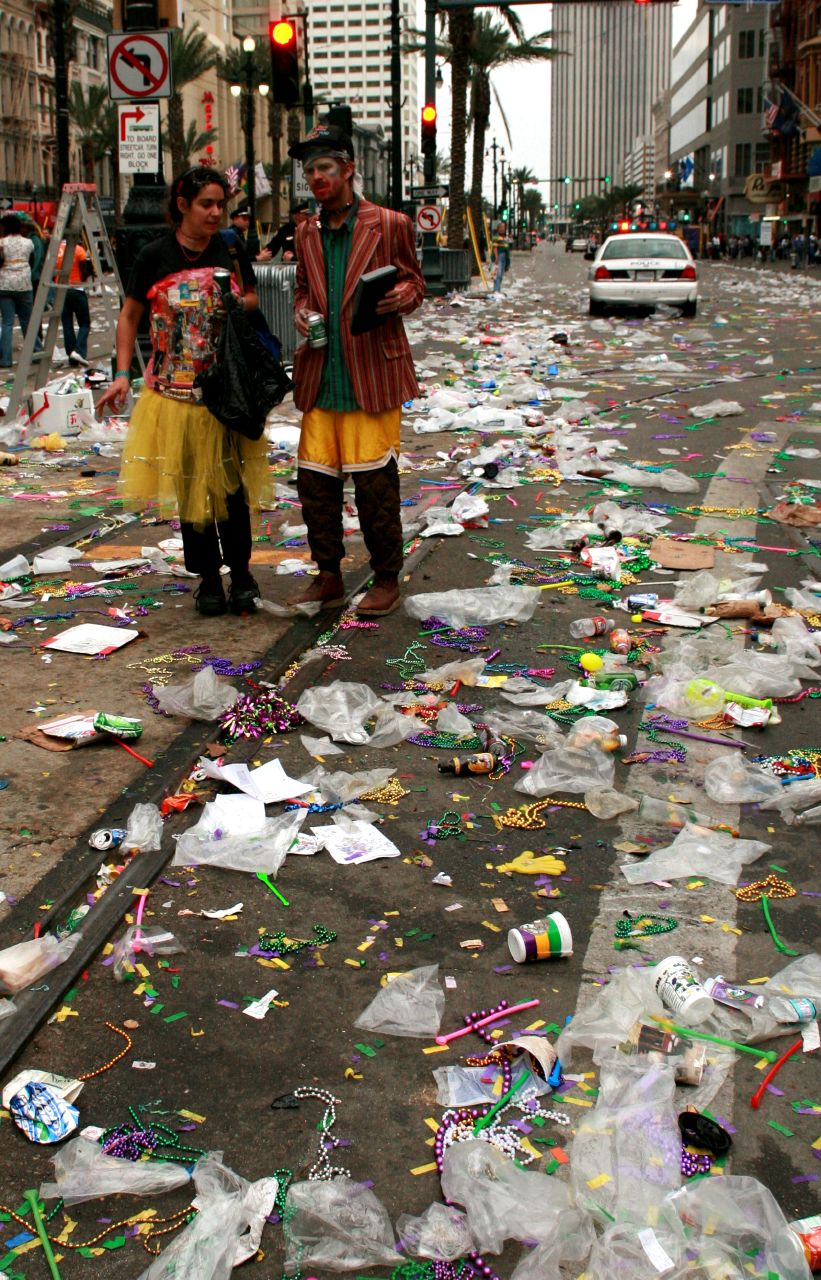
マルディグラのゴミ（のごくごく一部）

正式なマルディグラの終わりは、「謁見式 (the Meeting of the Courts)」で訪れる。 これは、レックス（ラテン語で「王」の意。レックス・クルーによって毎年選ばれる、市に多大な貢献をしている人物）と彼の配偶者役の女性、 すなわち「カーニバルの王と女王」が、ニューオーリンズに現存する最古のカーニバルの団体ミスティック・クルー・オブ・コムスの王と女王に会う儀式のことである。 近年では両グループがともにカーニバルの最後を飾る仮面舞踏会を市公会堂で開催しているため、その終わりに「謁見式」が行われる。
マルディグラが終わって深夜12時になるやいなや、ニューオーリンズ警察の騎馬警官隊が、市外からの酔客の大部分が集まるバーボン・ストリートを巡回し、マルディグラは終わって四旬節が始まったことを告げる（一般的に四旬節は節制をする季節）。
カトリック教徒ではないたくさんのニューオーリンズ住民たちがマルディグラを祝うのと同じように、たくさんの非カトリック教徒が、四旬節にチョコレートや酒などの嗜好品を控える習慣を続ける。

## コスチュームと仮面
クルーではない者が、太った火曜日以前の日に人前でコスチュームと仮面を身に付けることはパーティーの場以外ではめったにないが、マルディグラ・デーに身に付ける者は多い。仮面で身元を隠すことを禁止する法律は、その日だけは適用されない。銀行は休業し、保安上の懸念のある場所では、入場前に仮面を取り外すよう人々に求める看板を出す。

## 営利化
オーリンズ郡には、カーニバル・パレードにおいていかなる商業広告をも禁止する法律がある。マルディグラは伝統的な祝日であるため、マルディグラの公式商品や公式スポンサーといったものはない。クリスマスに公式スポンサーがないのと同じことである。にもかかわらず、たくさんの小売商が観光客にいわゆる「公式」商品を売っている。いくつかの個別のクルーは自分達の団体の公式ポスターを毎年制作している。
例外的に、2006年のマルディグラ期間では、ハリケーン・カトリーナ被害による予算問題のため、ニューオーリンズ市政は4つの会社に初のマルディグラ・企業スポンサーになるチャンスを与えた。市はアメリカ全土でメディア広告枠の売買を手がけるメディアバイズ社に、30日の間にスポンサーをみつけるよう依頼した。このような思い切った手段に頼らなければ、市はパレードのために必要最小限の予算が確保できないという懸念があったためである。申し出を受け入れた企業はグラッド社のみであった。グラッド社はゴミ袋やプラスチックの貯蔵容器を専門とするアメリカの会社で、マルディグラ計画に真剣に取り組んだだけでなく、市の衛生局と協力して、カーニバルにおける衛生環境の保全や清掃にも携わり、市の出費を大幅に軽減した。また、市外からの観光客を狙ったTシャツや飾り付きの仮面などの多くの土産物が売られた。

## ビーズ
フロートから群衆に投げられる安価なビーズの首飾りとおもちゃは、少なくとも19世紀後期からあった。1960年代まで最も一般的だった型は、チェコスロバキア製のカラフルなガラス製のビーズの首飾りだった。その後に香港、次に台湾、さらに後には中国からの更に安くて丈夫なプラスチックのビーズへと変わっていった。値段が安くなるに伴い、ビーズやおもちゃがさらに大量に購入され、頻繁に投げられることになる。1990年代になると、小さい安物のビーズは誰の興味も引かず、しばしば地面に落ちても拾われず放置されるようになった。そこでもっと大きくて凝った金属のビーズや針金で動物や人などをかたどったものが投げられるようになり、こちらの方が人気を集めていたが、最近はレトロブームで昔の小さなビーズが再び人気を集めるようになっている。ニューオリンズの小学校ではこのプラスチックのビーズを使って作るカラフルな飾りや小物の作り方を教えている。

## その他のマルディグラの伝統

### ダブルーン

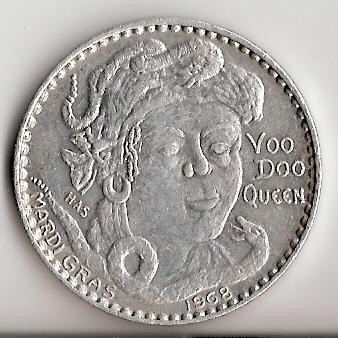
クルー・ズールーのダブルーン。1968年

群集にむかって大量に投げられるものの一つにダブルーン (doubeloon) がある。これはマルディグラのテーマ色に彩色されたプラスチックまたは金属製の大型コインで、いろいろなクルーが群衆に投げ入れている。マルディグラで長年使われているが、現在のものは1960年レックス・クルーによって導入された。このタイプのダブルーンは、コインにクルーの紋章、名前、創設された年月が片面に刻まれ、もう片面にはパレードの年と舞踏会とパレードのテーマが刻まれている。1960年にレックス・クルーがこのダブルーンを導入した当初、レックスのキャプテンはクルーの他のメンバーがそれを気に入るかどうか確信がなかった。しかし1960年から1970年の間に、275万個のダブルーンがレックスによって投じられた。日付け入りのダブルーンはかなり価値があると言われている。

### フラムボー
フラムボー (flambeaux) とは、夜間のパレードで使用される一種のたいまつである。1857年にミスティック・クルー・オブ・コムスが始めた。夜間にパレードした際、暗いガス灯しかない中でもフロートがよく見えるようにと使用したのがその起源である。近年では夜の街も明るくなりフロート自体にも電飾が施されているため、フラムボーはすでに本来の役割を終えているが、一部のクルーは伝統を守りフラムボーを伴ってのパレードを続けている。
現在最も一般的なフラムボーは、木の棒の先にガスバーナーをいくつか取り付けたものである。フラムボーの運び手は、歩きながら踊ったりジャンプしたり高速で回転したりと激しい動きをし、夜のパレードの呼び物のひとつとなっている。かつてはもっぱら黒人の男性が運び手を務めていたが、近年は白人や女性の運び手も増加してきている。数人のフラムボーと共に何も持たない人間が1人一緒に歩いており、沿道の観客から投げられたチップを拾う役目を果たす。

### キングケーキ

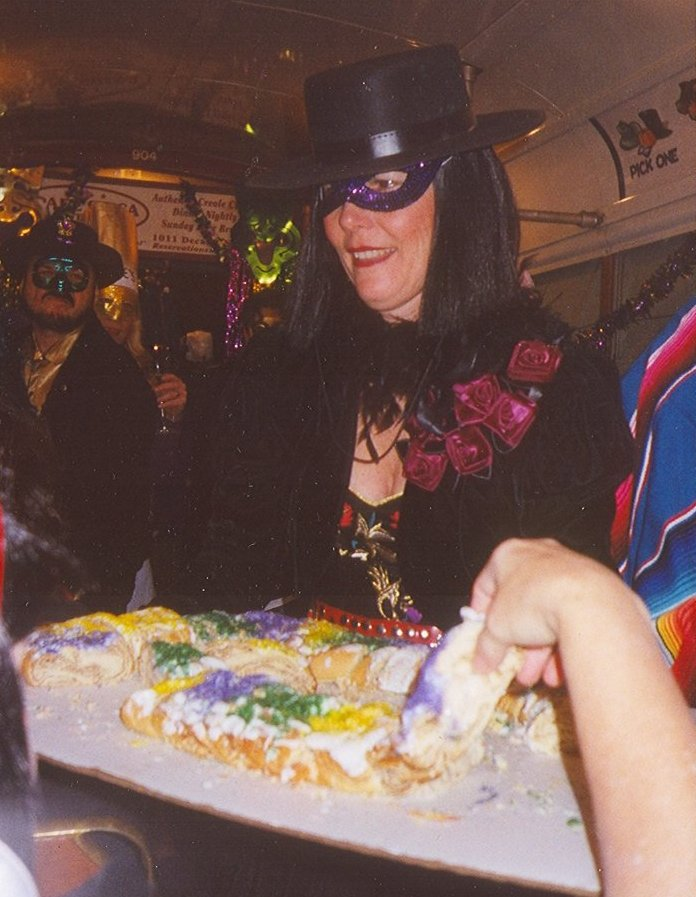
キングケーキ

ニューオーリンズでは1月の第１週から、キングケーキの期間が始まる。キングケーキが最初に現れたのは、レックス・クルーがマルディグラの色（紫、緑、金）を決めた1872年以降である。伝統的なキングケーキは、細長く伸ばした生地を編んで楕円形にして焼いたコーヒーケーキである。シンプルにアイシングしてから、紫と緑と金色の砂糖で覆う。ケーキには豆か小さな人形が隠されていて、それを見つけた人は次のキングケーキを買うか、次のキングケーキパーティを催さなければならないという習慣がある。あるマルディグラの団体では、このキングケーキの伝統を、一年の舞踏会の女王を決めるのに使っている。最近では、中にクリームチーズやストロベリージャムなどのフィリングが入っているものが多い。

### ズールー・マルディグラ・ココナッツ
マルディグラで投げられる物の中で最も有名でなおかつ人気が高いものにズールー・ココナッツがある。マルディグラのココナッツについては1910年にすでに記録されており、当時は毛が生えたままの自然の状態を模して作られていた。ココナッツといってもビーズかガラス製の安いにせもので、1910年当時は特にそうだった。ズールー・クルーは、ココナッツ以前に金色に塗られたくるみを投げることで知られていた。1920年代にロイド・ルーカスがココナッツに色を塗りはじめ、ズールーが投げる物はくるみからココナッツに変わっていった。ココナッツの装飾はほぼ2種類である。1つは、金色に塗られたうえに、さらにきらびやかな装飾が加えられたもの。2つめは、有名なズールー人の化粧を模して塗られたものである。ココナッツの中身は抜いてあるため、腐ることもなく、重さもかなり軽くなっており、当たった場合に怪我をしないようになっている。

## 「大人の」マルディグラ

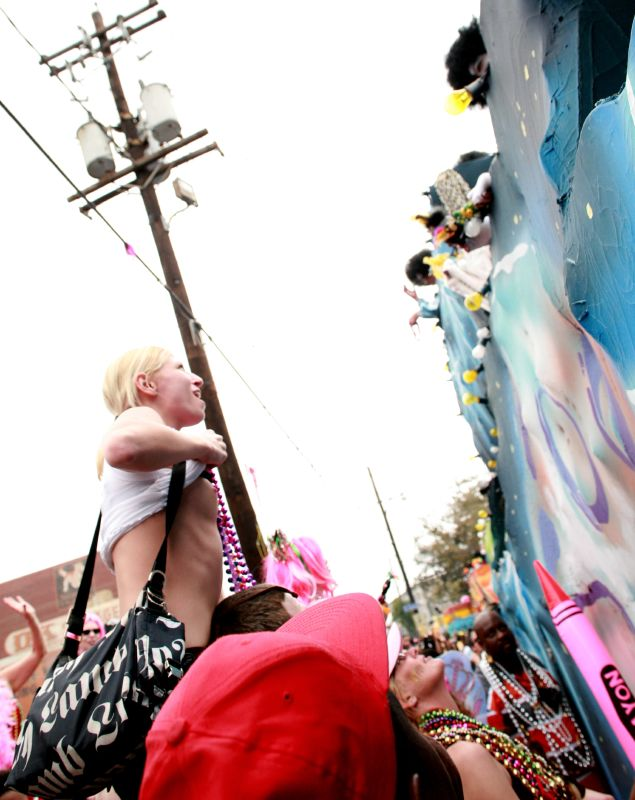
フロートに向かって胸を出す女性

1990年代に、のぞき趣味的なマルディグラのビデオテープが市販され、ビーズや安物の宝石とひきかえに女性が自分の胸をさらけ出す行為を助長した。現在ではニューオーリンズ市外に住む者たちは、マルディグラと聞けばまずこの行為を連想する。「公然わいせつ」と考えられる行為に対する規範は、マルディグラの期間には多少寛大になる場合があり、女性がビーズを受け取る代わりに胸を出すのは1960年代から記録されている行為でもあるが、かつてはアッパー・バーボン・ストリート地域の観光客ぐらいに限られた行為であった。近年までニューオーリンズ警察はフレンチ・クオーターで胸をチラッと出す女性を邪魔にならない限りは許容し、より露骨な裸では逮捕していた。しかしながら、警察はここ数年、チラッとみせる程度の行為でもその女性に対するわいせつ行為を喚起するという理由で摘発するようになった。また道路が混雑するフレンチ・クォーターでは、バルコニーの上で露出する者を見ようと群衆が道路に塊ってしまうと、気が散っていたり酔っ払っている野次馬達を狙ったスリに機会を与えてしまうことになるのもその理由である。
このような行為に対し、フレンチ・クオーターの外ではそれほど寛大ではない。観光客にはマルディグラを「大人の」祝日と考える者が多いのだが、大多数の地元住民にとっては家族で楽しむ伝統行事である。実際、地元住民の多くは子供たちを楽しませるためにパレードを観て、小さな子供達のいる家族連れがアップタウンとミッド・シティのパレードのルート沿いに集まる。 これらのエリアで裸になったりひどく酔っぱらったり、その他ひどい振る舞いをするべきでないとされており、すぐに逮捕される可能性もある。